# Kalpana-1
Kalpana-1（カルパナ-1）はインドの気象衛星。2002年9月12日、インド宇宙研究機関のPSLVによって打ち上げられた。これはPSLVが静止軌道に投入した最初の人工衛星でもある。
元々の名称はMetSat-1であったが、コロンビア号空中分解事故の犠牲者カルパナ・チャウラにちなんで、2003年2月5日、インドの首相、アタル・ビハーリー・ヴァージペーイーによって現在の名称に改名された。
この衛星の特徴は、3波長撮影のVHRR（Very High Resolution scanning Radiometer）とDRT（データ中継トランスポンダ）である。

## VHRRの観測波長帯
- 0.55-0.75μm（可視）
- 5.7-7.1μm（水蒸気）
- 10.5-12.5μm（赤外線）[4]